# Hemiaulus
Die Gattung Hemiaulus ist Typusgattung der Familie Hemiaulaceae in der Ordnung Hemiaulales der Kieselalgen-Klasse Mediophyceae.
Hemiaulus ist eine weit verbreitete und allgegenwärtige Kieselalgengattung, die typischerweise die Gemeinschaft der Kieselalgen nach der jahreszeitlich bedingten Schichtung in warmen oligotrophen Zonen der Meer dominiert oder zumindest co-dominiert (Guillard & Kilham 1977).
Typusart der Gattung ist Hemiaulus proteus.

## Beschreibung
Nach der Beschreibung der Gattung Hemiaulus von Engler und Prantl aus dem Jahr 1900 haben diese Kieselalgen eine zwei- oder mehrpolige (bi- bis multipolare) Silikatschale mit elliptischem bis polygonalem (vieleckigem) Querschnitt, was ihnen ein dosenförmiges Aussehen verleiht; wobei diese in der Mitte biskuitähnlich zusammengedrückt sein können. Dazu kommen m. o. w. längliche polare Fortsätze; jeder Schalenpol ist mit einem kurzen oder schlanken längsgerichteten Horn versehen.
Jedes Horn endet in einem krallenartigen Dorn, das als Widerhaken dient, um die Zellen zu Ketten zu verbinden.
Bipolare Schalen sind meist zu den Polen hin verjüngt und gelegentlich seitlich zu einem lanzettförmigen Umriss zusammengedrückt.
Die Oberfläche der Schalen zeigt manchmal falten- oder rippenartige Muster, die senkrecht zu den Hauptstrahlen verlaufen – bei bipolaren Schalen damit quer (transversal).
Die Ruhesporen sind kurze, zweischalige, dickwandige Kästchen (Döschen) mit abgerundeten, bedornten oder stacheligen (nicht gehörnten) Endflächen.
Es gibt dutzende Arten, die meisten sind (aufgrund der harten Schalen) fossil belegt.

## Verbreitung
Die Gattung Hemiaulus ist in marinen Umgebungen, insbesondere in den (zumeist gut durchleuchteten) Flachwasserzonen des Meeres auf dem offenen Kontinentalschelf (Neritenzone), recht weit verbreitet.
Zudem gibt es viele fossile Arten.

## Systematik
Die Gattung Hemiaulus wurde (wie die Familie Hemiaulaceae) im Jahr 1863 von dem schwedischen Botaniker und Phykologen Peter Andreas Christian Heiberg (1837–1875) erstbeschrieben.
Dabei war bereits 1844 von Christian Gottfried Ehrenberg eine Gattung mit der Bezeichnung Hemiaulus und der Typusart H. antarcticus eingeführt worden, diese wird aber heute der Gattung Eucampia (in derselben Familie) zugeordnet, sodass diese Gattungsdefinition ungültig geworden ist (was mit Stand Januar 2025 allerdings nicht überall nachvollzogen wird, bzw. man sieht beide begrifflichen Definitionen als synonym).

### Artenliste
Hemiaulus Heiberg, 1863(W,T) bzw. Heiberg, 1863, nom. cons.(A) [Hemiaulus C. G. Ehrenberg(W) (s. u.)](N)
- Hemiaulus arcticus Grunow(W,A,?D)
- Hemiaulus auckii Grunow ex Castracane 1875(A) – Mittelmeer bei Messina(A)
- Hemiaulus chinensis Greville 1865(A) [Hemiaulus sinensis Greville, 1865(?W,†T,N)[9][10]] – Hafen von Hongkong(A)
- Hemiaulus danosuecicus Cleve-Euler(W) bzw. A.Cleve 1951(A)
- Hemiaulus dissimilis E. Grove & G. Sturt(?A)[11]
- Hemiaulus elegans (Heiberg) Grunow 1884(A) [Corinna elegans Heiberg 1863(A)] – Dänemark & Franz-Josef-Land(A)
- Hemiaulus exsculptus (Heiberg) F.Schütt, 1896(?W,?A,?D)
- Hemiaulus februatus P. A. C. Heiberg(W,?A)
- Hemiaulus giganteus N. I. Strelnikova 1974(A) – Sibirien(A)
- Hemiaulus glacialis Castracane 1886(A) – Im Antarktischen Ozean(A)
- Hemiaulus hauckii Grunow ex Van Heurck, 1882(?W,A,N) bzw. Grunow, in Van Heurck(T)[12][13][14][15][16]
- Hemiaulus heibergii Cleve 1873(A) – in der Javasee(A)
- Hemiaulus hostilis P. A. C. Heiberg 1863(W,A,?D) – Dänemark(A)
- Hemiaulus hyperboreus Grunow(W,A)
- Hemiaulus indicus Karsten 1907(A) – marines Phytoplankton, Indien(A)
- Hemiaulus marplatensis Frenguelli 1928(A) – Südatlantik vor Mar del Plata, Argentinien(A)
- Hemiaulus membranaceus Cleve (1873)(W,T,A)[13]
- Hemiaulus pileolus(W)
- Hemiaulus polycystinorum Ehrenberg 1854(W,A)
- Hemiaulus polymorphus Grunow(W,A)
- Hemiaulus proteusᵀ Heiberg, 1863(?W,†T,A)[6] — Typusart(T,A)[6] – um Madeira, Atlantik (Kaufmann, Santos & Maranhão 2015).(A)
- Hemiaulus rectus(W)
- Hemiaulus sp. HK123(N) – USA: Bucht von Corpus Christi (Texas)(N)
- Hemiaulus sp. strain AC3(N) – Golf von Neapel, Italien(N)
- Hemiaulus sp. strain newAC3(N) – Golf von Neapel, Italien(N)LM-Aufnahme von „Hemiaulus sp., asymmetric“ Bukry. Frühes Eozän, Blake Nose, westl. Nordatlantik.[17]

Nur fossil überliefert:

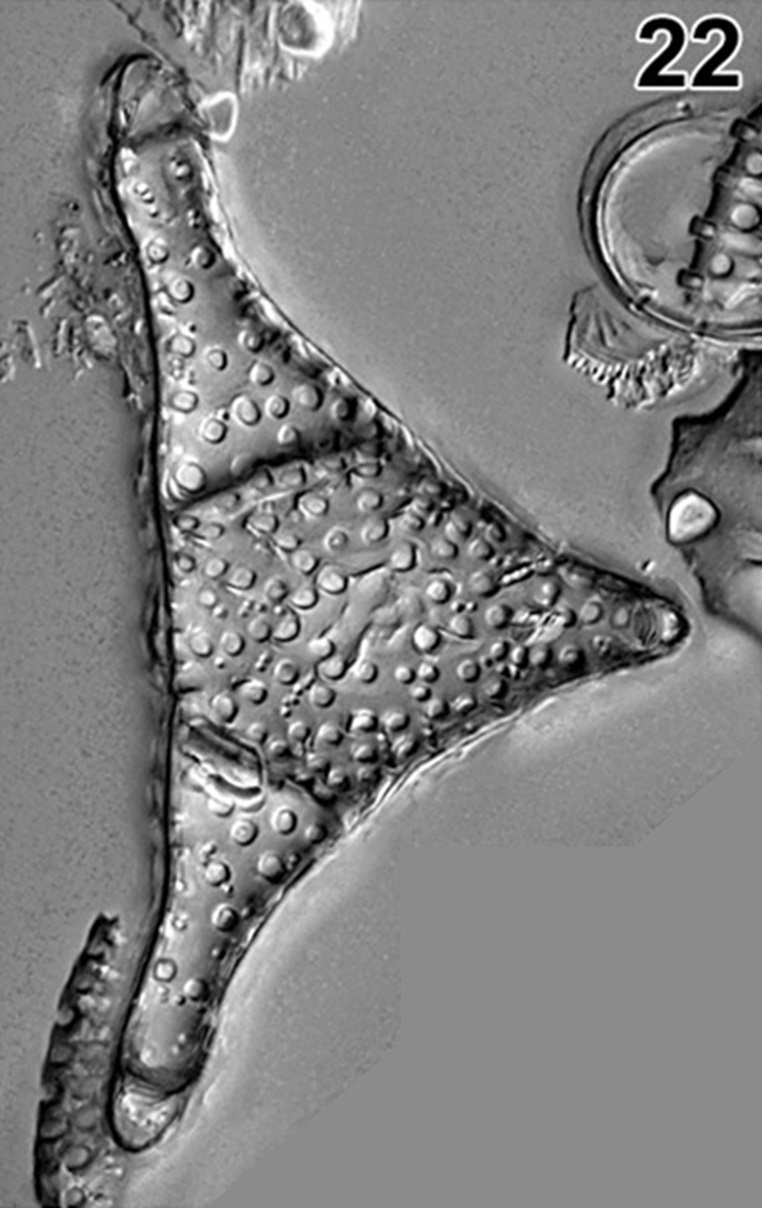
LM-Aufnahme von „Hemiaulus sp., asymmetric“ Bukry. Frühes Eozän, Blake Nose, westl. Nordatlantik.

- Hemiaulus alatus Greville 1865(†A) – Gebiet von Cambridge,[18] Barbados(A)
- Hemiaulus altar Brun 1896(†A) – Chimborazo,[19] Mount Hillary[20] Barbados; „Miozän“ [Eozän](A)
- Hemiaulus angustibrachiatus Olney 2007(†A) – Barbados-Lagerstätte (englisch Barbadoes deposit), Gebiet von Cambridge,[18] Barbados(A)
- Hemiaulus angustus Greville 1865(†A)
- Hemiaulus beatus J. Fenner 1991(†A) – Osthang am Northeast Georgia Rise[21] (SW-Atlantik); Thanetium (Spätes/Oberes Paläozän)(A)
- Hemiaulus ciesielkii J. Fenner 1991(†A) – Osthang am Northeast Georgia Rise[21] (SW-Atlantik); Thanetium (Spätes/Oberes Paläozän)(A)
- Hemiaulus claviger A. W. F. Schmidt 1889(†A) – Oamaru, Neuseeland (Südinsel); Oberes Eozän (Priabonium)(A)
- Hemiaulus conicus J. Fenner 1991(†A) – Osthang am Northeast Georgia Rise[21] (SW-Atlantik); Thanetium (Spätes/Oberes Paläozän)(A)
- Hemiaulus curvatuloides J. Witkowski, 2022(†W,†A) – Blake Nose, Blake Plateau,[22] NW-Atlantik; frühes Pläozän bis spätes Eozän(A)
- Hemiaulus crenatus Greville 1865(†A) – Barbados-Lagerstätte (englisch Barbadoes deposit), Gebiet von Cambridge,[18] Barbados;(A) sowie Blake Nose, Blake Plateau,[22] NW-Atlantik; frühes und mittleres Eozän[17]
- Hemiaulus curvatuloides J. Witkowski, 2022(†D) – Blake Nose, Blake Plateau,[22] NW-Atlantik; frühes Pläozän bis spätes Eozän(D)
- Hemiaulus curvatulus Strelnikova 1971(†A) – Sedimente im Uralgebirge(A); sowie Blake Nose, Blake Plateau,[22] NW-Atlantik; Eozän[17]
- Hemiaulus diversus Grunow 1884(†A) – Franz-Josef-Land(A)
- Hemiaulus dubius Grunow 1884(†A) – Franz-Josef-Land(A)
- Hemiaulus echinulatus A. P. Jousé 1949(†A) – Oblast Swerdlowsk, Russland; Oberkreide(A)
- Hemiaulus exiguus Greville 1865(†A) – Barbados-Lagerstätte (englisch Barbadoes deposit), Gebiet von Cambridge,[18] Barbados(A)
- Hemiaulus februatus Heiberg(†W,†A)
- Hemiaulus fragilis A. P. Jousé(†A) und Grunow, 1884(†A) [Rhizosolenia fragilis (Grunow) J. Fenner, 1994(†A)] – Insel Mors, Dänemark(A)
- Hemiaulus frigidus (Grunow) J. Fenner 1994(†A) [Hemiaulus polymorphus var. frigidus Grunow 1884(†A)] – Franz-Josef-Land; sowie Insel Mors, Dänemark(A)
- Hemiaulus gibbosus J. Fenner 1994(†A) – Harre Borehole,[23] Dänemark; Känozoikum(A)
- Hemiaulus gondolaformis J. Fenner 1985 '1984'(†A) – Barbados; mittleres Eozän(A)
- Hemiaulus grassus J. Fenner 1985 '1984'(†A) – Sierra Leone Rise,[24] östlicher Atlantik; mittleres Eozän(A)
- Hemiaulus huberi D. M. Harwood 1988(†A) – Seymour-Insel, Antarktis(A)
- Hemiaulus immanis (C. S. Boyer) N. I. Hendey & P. A. Sims(?A) – Blake Nose, Blake Plateau,[22] NW-Atlantik; frühes bis mittleres Eozän[17]
- Hemiaulus imperator J. Witkowski, 2022(†W,†A,†D) – Blake Nose, Blake Plateau,[22] NW-Atlantik; Frühes Paläozän bis spätes Eozän(A)
- Hemiaulus inaequilaterus Gombos 1977(†A) – Falkland-Plateau, Südamerikanische Platte, Südatlantik; spätes Paläozän(A)
- Hemiaulus incurvus K. G. Schibkova in A. I. Krotov & K. G. Schibkova, 1959(†W,?A,†D)
- Hemiaulus jordani J. Witkowski, 2022(†W,†A,†D) – Blake Nose, Blake Plateau,[22] NW-Atlantik; Eozän;(A)[17]
- Hemiaulus kristoffersenii J. Fenner 1991(†A) – Osthang am Northeast Georgia Rise[21] (SW-Atlantik); spätes Paläozän(A)
- Hemiaulus latus A. P. Jousé 1948(†A) – Prätertiär (d. h. Kreide)(A)
- Hemiaulus lobatus Greville 1865(†A) – Barbados-Lagerstätte (englisch Barbadoes deposit), Gebiet von Cambridge,[18] Barbados(A)
- Hemiaulus loricatus (J. Fenner) I. Suto 2008(†A) – Norwegian Sea (Middle Eocene)(A) [Goniothecium loricatum J.Fenner 1976(†A)]
- Hemiaulus magnificus Molinari & Guiry 2021(†A) [Hemiaulus giganteus H.-J. Schrader & J. Fenner (1976), nom. illeg.(†A) (Duplikat)]
- Hemiaulus mesolepta (A. Grunow) J. Witkowski, 2020(†W,†D) – Blake Nose, Blake Plateau,[22] NW-Atlantik; frühes bis mittleres Eozän[17]
- Hemiaulus minutus Greville 1865(†A) – Barbados-Lagerstätte (englisch Barbadoes deposit), Gebiet von Cambridge,[18] Barbados(A)
- Hemiaulus mitra Grunow 1884(†A) – Franz-Josef-Land(A)
- Hemiaulus morsianus (Grunow) J. Fenner 1994(†A) – Barbados; sowie Insel Mors, Dänemark(A)
- Hemiaulus mucronatus Greville 1865(†A) – Barbados-Lagerstätte (englisch Barbadoes deposit), Gebiet von Cambridge,[18] Barbados(A)
- Hemiaulus nocchiae J. Fenner 1991(†A) – Osthang am Northeast Georgia Rise[21] (SW-Atlantik); spätes Paläozän(A)
- Hemiaulus oonkii J. Fenner 1991(†A) – Osthang am Northeast Georgia Rise[21] (SW-Atlantik); spätes Paläozän(A)
- Hemiaulus oreshkinae J. Witkowski, 2022(†W,†A,†D) – Blake Nose, Blake Plateau,[22] NW-Atlantik; frühes Paläozän bis spätes Eozän(A)
- Hemiaulus originalis A. I. Krotov in A. I. Krotov & K. G. Schibkova, 1959(†W,?A,†D) – Blake Nose, Blake Plateau,[22] NW-Atlantik; Eozän[17]
- Hemiaulus orthoceras N. I. Strelnikova 1974(†A) – Nördliche Soswa, Ust Manya[25] Oblast Tjumen, Russland; Oberkreide(A)
- Hemiaulus peripterus J. Fenner, 1984(†W,†D) bzw. J.Fenner 1985 '1984'(†A) – J-Anomaly Ridge,[26] Neufundlandbank (englisch Grand Banks continental rise), westlicher Nordatlantik; Eozän bis Oligozän(A)
- Hemiaulus pulvinatus Greville 1865(†A) – Barbados-Lagerstätte (englisch Barbadoes deposit), Gebiet von Cambridge,[18] Barbados(A)
- Hemiaulus punctatus Greville 1865(†A) – Barbados-Lagerstätte (englisch Barbadoes deposit), Gebiet von Cambridge,[18] Barbados(A)
- Hemiaulus reticulatus Greville 1865(†A) – Barbados-Lagerstätte (englisch Barbadoes deposit), Gebiet von Cambridge,[18] Barbados(A)
- Hemiaulus robustus Greville 1865(†A) – Barbados-Lagerstätte (englisch Barbadoes deposit), Gebiet von Cambridge,[18] Barbados(A)
- Hemiaulus seymouriensis D. M. Harwood 1988(†A) – Seymour-Insel im Osten der Antarktischen Halbinsel; Oberkreide bis unteres Paläozän(A)
- Hemiaulus simplex Brun 1894(†A)
- Hemiaulus sporalis Strelnikova 1971(†A) – Osthang des Uralgebirges; Kreide(A)
- Hemiaulus stabilis J. Fenner 1978(†A) – Äquatorialer und südlicher Atlantik; Känozoikum(A)
- Hemiaulus subacutus Grunow 1884(†A) – Franz-Josef-Land(A)
- Hemiaulus subsymmetricus Grunow 1884(†A) – Franz-Josef-Land(A)
- Hemiaulus symmetricus Greville 1865(†A)
- Hemiaulus szaboi Pantocsek 1889(†A) – Ungarn(A)
- Hemiaulus taurus Gombos 1983(†A) – Mittelatlantischer Rücken östlich des argentinischen Beckens, SW-Atlantik; spätes Oligozän(A)
- Hemiaulus tumidocornus Strelnikova 1971(†A) – Osthang des Uralgebirges; Kreide(A)
- Hemiaulus verrucosus Brun 1894(†A)
- Hemiaulus vitreus Gombos 1983(†A) – Falkland-Plateau, Südamerikanische Platte, Südatlantik; mittleres Eozän (Lutetium)(A)
- Hemiaulus weissflogii Pantocsek 1892(†A) – Bulgarien, Japan, Mähren (Mahern), Russland oder Ungarn(A)
- Hemiaulus weissii Grunow 1884(†A) – Franz-Josef-Land(A)
- „Hemiaulus sp., asymmetric“ Bukry.[17] – Blake Nose, westl. Nordatlantik; Frühes Eozän[17]

Ungültige Gattungsbezeichnung/Art anders zugeordnet:
Hemiaulus C. G. Ehrenberg 1844(⟁T) [Ploiaria Pant.]
- Hemiaulus antarcticusᵀ Ehrenberg 1844(T) ⇒ Eucampia antarctica var. recta (Mangin) G. Fryxell & A. K. S. K. Prasad(A)

Weitere (mögliche) Verschiebungen:
- Hemiaulus immanis (Boyer) Hendey & Sims, 1984(?D) ⇒ Biddulphia immanis Boyer, 1922(?D)
- Hemiaulus kitonii Grunow 1883(A) ⇒ Fennerbicornis kitonii (Grunow) S. Blanco 2020(A)
- Hemiaulus regina (Heiberg) F.Schütt 1896(A) ⇒ Trinacria regina Heiberg 1863(A)
- Hemiaulus longicornis Greville 1865(A) ⇒ Williamriedelia longicornis (Greville) S. Blanco & C. E. Wetzel 2016(A)
- Hemiaulus lyriformis Greville 1865(A) ⇒ Williamriedelia lyriformis (Greville) S. Blanco & C. E. Wetzel 2016(A)
- Hemiaulus tenuicornis Greville 1865 (A) ⇒ Williamriedelia tenuicornis (Greville) S. Blanco & C. E. Wetzel 2016(A)

Alle Verschiebungen finden innerhalb der gemeinsamen Familie Hemiaulaceae statt, bis auf Biddulphia, das einer eigenen Familie Biddulphiaceae innerhalb der gemeinsamen Kieselalgenklasse Mediophyceae angehört.
(W) – World Register of Marine Species (WoRMS)
(T) – Taxonomicon
(A) – AlgaeBase
(N) – Taxonomie des National Center for Biotechnology Information (NCBI)
(D) – DiatomBase (diatombasse.org)
? – unsicher
⟁ – ungültig
† – nur fossil

## Etymologie
Der Name der Gattung Hemiaulus ist zusammengesetzt aus dem Präfix lateinisch hemi- ‚halb‘, und dem Suffix -aul von altgriechisch αὐλός aulos, deutsch ‚Röhre‘, ‚Flöte‘, zusammensetzt, was sich auf die Form dieser Kieselalgen bezieht.
Das Art-Epitheton proteus bezieht sich auf den Fluss- und Meeresgott Proteus (altgriechisch Πρωτεύς Prōteús, deutsch ‚der Erste‘) der griechischen Mythologie.

## Cyanobakterielle Endosymbionten
Ein lange Zeit rätselhafter Aspekt der Hemiaulus-Ökologie war ihr Fortbestehen in großen von Nano- und Pikoplankton dominierten Zonen der Ozeane trotz des dort niedrigen Nährstoffgehalts.
Insbesondere wurden per Satellitenbeobachtung von Chlorophyll a (Chl a) wiederholt sommerliche Phytoplanktonblüten im subtropischen Wirbel des Nordpazifiks (englisch North Pacific subtropical gyre, NPSG) festgestellt, einer Region des offenen Ozeans weit entfernt von landseitigen Nährstoffquellen, wo es auch keine Nährstoffquellen durch Auftrieb infolge Korkenzieherströmung (Ekman-Auftrieb) gibt.
Derartige Kieselalgenblüten wurden zunächst (Venrick 1974) mit einer stickstofffixierenden Symbiose der Kieselalgengattung Rhizosolenia mit stickstofffixierenden Cyanobakterien der Gattung Richelia in Verbindung gebracht.
Schon in den 1980er Jahren wurde vermutet, dass auch die Gattung Hemiaulus cyanobakterielle Symbionten in sich trägt; deren Identität als Richelia intracellularis Schmidt blieb jedoch zunächst ungewiss (Sundstrom 1984).
Mit der Hellfeldmikroskopie und der DIC-Bildgebung (alias Nomarski-Beleuchtung) waren nämlich keine Symbionten sichtbar; erst mit der Epifluoreszenzmethode zeigten Anfang der 1990er Jahre fast alle untersuchten Hemiaulus-Arten einen oder zwei Symbionten.
Damals ließ sich die Stickstofffixierung durch cyanobakterielle Symbionten der Spezies H. membranaceus, H. hauckii und H. sinensis im südwestlichen Atlantik dokumentieren.
Wie sich zeigte, erhalten die Hemiaulus-Zellen mit Chlorophyll-Autofluoreszenz diese Eigenschaft durch ihre fluoreszierenden Symbionten, was zuvor mit der Standard-Lichtmikroskopie nicht nachweisbar gewesen war.
Damalige Modellrechnungen deuteten darauf hin, dass die mit Hemiaulus assoziierte Stickstofffixierung im Vergleich zur Rhizosolenia-Richelia-Symbiose im südwestlichen Atlantik sogar 21 bis 45 Mal größer ist.
Zu Beginn der 2010er Jahre war klar, dass viele Kieselalgen in den nährstoffarme Gewässern des offenen Ozean in enger Verbindung mit Cyanobakterien leben, wobei zumindest einige dieser Assoziationen vermutlich mutualistisch sind, indem stickstofffixierende Cyanobakterien-Symbionten die Kieselalgen mit gebundenem Stickstoff als „Dünger“ versorgen.
Zu der Zeit wurden für Kieselalgen und ihre Symbionten ähnliche Wachstumsraten ermittelt, wobei die Wachstumsraten in der Symbiosegemeinschaft höher waren als sie für freilebende Zellen geschätzt wurden.
Beispielsweise dürften die Stickstofffixierungsraten für cyanobakterielle Symbionten der Gattungen Richelia und Calothrix 171–420 Mal höher sein als für frei lebende Zellen.
Nach Schätzungen fixieren Richelia-Arten 81–744 % mehr Stickstoff, als sie selbst für ihr eigenes Wachstum benötigen, so dass sie bis zu 97,3 % des fixierten Stickstoffs auf ihre Kieselalgenpartner übertragen können.

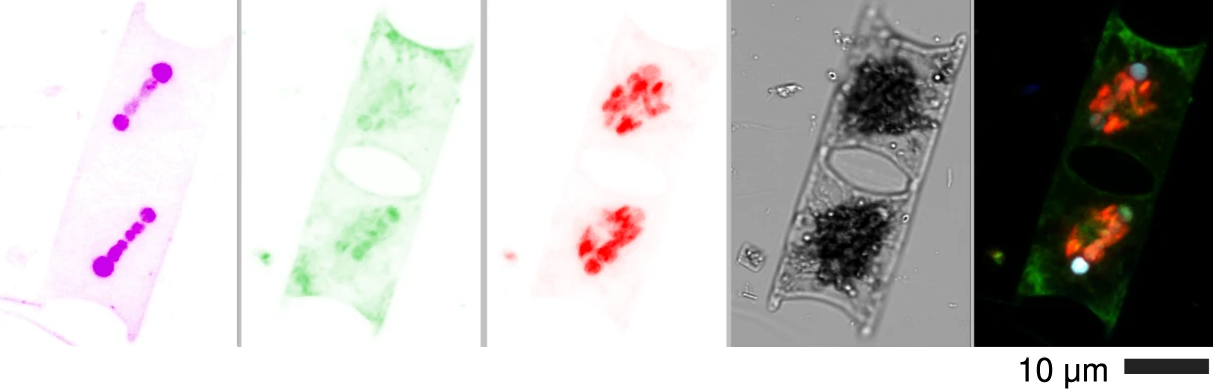
Richelia-Endosymbionten in Hemiaulus, Station TARA_80 im Südatlantik. Von links nach rechts: Zelloberfläche (cyan), Zellmembranen (grün), Chlorophyll (rot), Hellfeld, alle diese Kanäle.

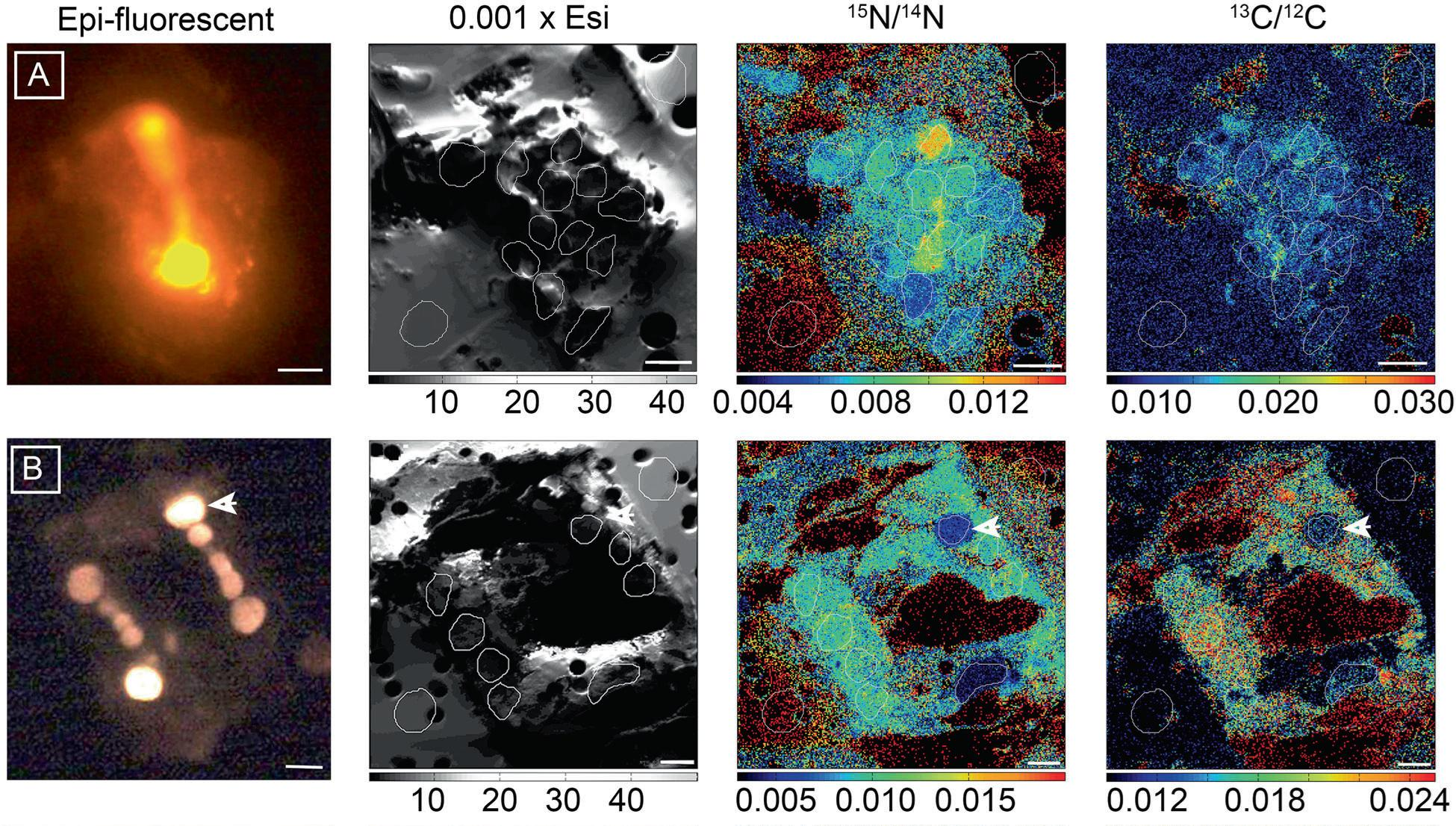
Verschiedene Bildgebungsverfahren belege die Hemiaulus-Richelia-Symbiose. (A) H. hauckii-R. intracellularis, (B) Größere H. membranaceus Zelle mit zwei deutlich fluoreszierenden Fäden von R. intracellularis, was auf eine kürzlich erfolgte Zweiteilung hindeutet. Heterozyste mit einem Pfeil gekennzeichnet.

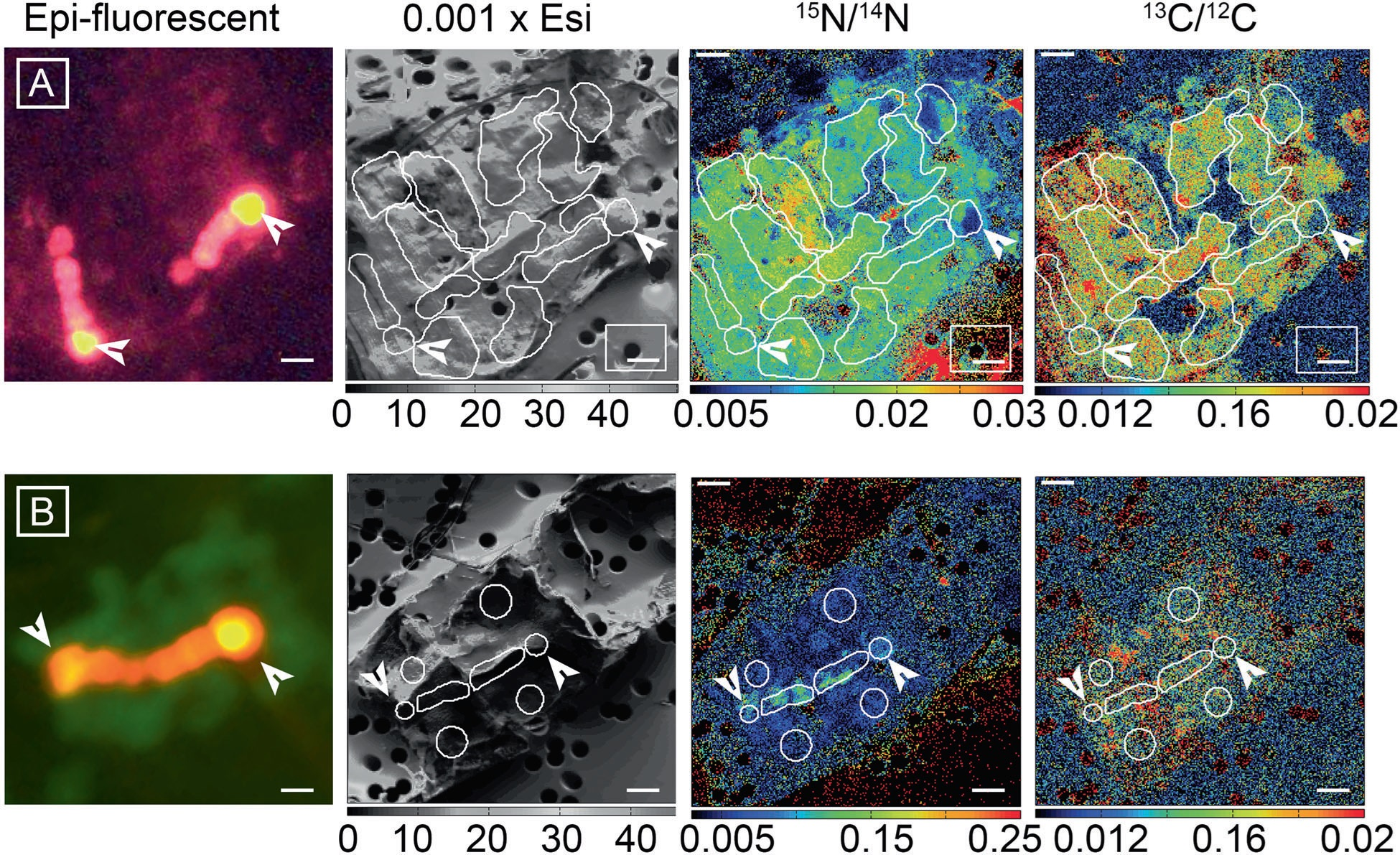
Verteilung der Isotope ¹³C und ¹⁵N in Hemiaulus-Richelia-Symbiosen, die mit ¹³C-Bicarbonat und ¹⁵N₂ inkubiert und (A) unbehandelt oder (B) mit einem eukaryotischen Inhibitor behandelt wurden. Die in den Epifluoreszenz-Aufnahmen sichtbare Emission entspricht den Filamenten von Richelia und den Chloroplasten der Wirtskieselalgen, mit je zwei symbiotischen Richelia-Filamenten (weiße Pfeile bezeichnen ihre endständigen Heterozysten).

Insbesondere zeichnete sich ab, dass fadenförmige heterozystische Cyanobakterien wie Richelia intracellularis und Calothrix rhizosoleniae in Symbiose mit mehreren Kieselalgengattungen leben, darunter Hemiaulus, Rhizosolenia und Chaetoceros. Dabei sind die Heterozysten spezialisierte Zellen der Cyanobakterienfäden, in denen die Stickstofffixierung lokalisiert ist (Stewart, 1973). Die Richelia- und Calothrix-Arten bilden morphologisch ähnliche Fäden (Trichome), die aus vegetativen Zellen und einer terminalen Heterozyste bestehen.
Länge, Lage und Anzahl der Trichome von Richelia und Calothrix pro Kieselalgenpartner sowie die Phylogenie (evolutionäre Entwicklung) sind jedoch bei jeder Symbiose unterschiedlich (Janson et al., 1999; Foster & Zehr, 2006).
Diese Ergebnisse liefern neue Informationen über die Mechanismen, die den Stickstoffeintrag in den offenen Ozean durch symbiotische Mikroorganismen steuern. Infolge ihrer weiten Verbreitung sind diese wichtig für die ozeanische Primärproduktion. Darüber hinaus war dies erstmalig der Nachweis einer Übertragung gebundenen Stickstoffs von einem symbiotischen Stickstofffixierer auf einen einzelligen Partner. Damit sind diese Symbiosen wichtige Modelle für den Nährstoffaustausch in symbiotischen Systemen und seine Regulierung auf molekularer Ebene.
Sie liefern die gesuchte Erklärung für die per Satellitenbeobachtung von Chlorophyll a (Chl a) periodisch beobachteten sommerlichen Phytoplanktonblüten im subtropischen Wirbel des Nordpazifiks (NPSG), denn diese Blüten werden von N2-fixierenden Kieselalgen-Cyanobakterien-Assoziationen der Kieselalgengattungen Rhizosolenia und Hemiaulus mit ihrem N2-fixierender Endosymbionten Richelia intracellularis verursacht.
Im Sommer 2015 wurden im Rahmen einer Proof-of-Concept-Mission mit dem autonomen Wasserfahrzeug Honey Badger oberflächennahe Beobachtungen im NPSG mit verschiedenartigen Sensoren durchgeführt, um die Phytoplanktonhäufigkeit, -verteilung und -physiologie in dieser Region zu dokumentieren, wobei insbesondere die Abundanz (Populationsdichte) von Hemiaulus- und Rhizosolenia-Zellen bestimmt wurde, während zwei solche Blüten durchquert wurden, die erste dominiert von Hemiaulus , die zweite von Rhizosolenia.
Im Jahr 2020 berichteten Amy E. Pyle et al. über die Isolierung und Kultivierung mehrerer Stämme einer Kieselalgen-Cyanobakterien-Symbiose aus dem Golf von Mexiko mit der Wirtskieselalge Hemiaulus hauckii (sowie Hemiaulus membranaceus) zusammen mit ihrem diazotrophen Endosymbionten Richelia intracellularis. Die Stickstofffixierung (Diazotrophie) des Symbionten war ausreichend, um beide Organismen vollständig mit gebundenem Stickstoff zu versorgen.
Es wurden auch asymbiotischen Stämme von H. hauckii isoliert, due sich offenbar von der obligat symbiotischen Linie dieser Spezies unterschieden.
Ein weiteres interessantes Ergebnis war 2021, dass die symbiotischen Cyanobakterien selbst nicht genügend eigenen Kohlenstoff assimilieren können, und daher in dieser Beziehung erstaunlicherweise auf ihren Wirt angewiesen sind, um organischen Kohlenstoff zu erhalten. Bis zu 22 % des assimilierten Kohlenstoffs in den Symbionten stammen vom Wirt, während 78–91 % des Stickstoffs der Wirte von ihren Symbionten stammt.
Wie 2022 bekannt wurde, befinden sich die Filamente von R. intracellularis (die typischerweise aus einer terminalen Heterozyste und drei oder vier vegetativen Zellen bestehen) direkt im Zytoplasma des Kieselalgenwirts, und sind nicht von einer seiner Membranen umgeben. Die Heterozysten von R. intracellularis zeigen zudem spezielle Anpassungen an den Wirt H. hauckii, insbesondere zum Schutz des stickstofffixierenden Enzyms Nitrogenase vor photosynthetisch erzeugtem Sauerstoff (mögliche Assoziation des Cyanobakteriums mit sauerstoff-verbrauchenden Wirts-Mitochondrien). Die vegetativen Zellen von R. intracellularis enthalten in der Zellhülle zahlreiche Membranbläschen (Vesikel), ähnlich wie bei gramnegativen Bakterien. Diese Vesikel können zytoplasmatisches Material aus der Bakterienzelle exportieren und stellen vermutlich ein Vehikel für den Export von gebundenem Stickstoff aus R. intracellularis in das Zytoplasma des Kieselalgenwirts dar.

## Algenblüten
Wie zu Beginn der 1990er Jahre per Satellitenbeobachtung von Chlorophyll a (Chl a) festgestellt wurde, kommt es im subtropischen Wirbel des Nordpazifiks (englisch North Pacific subtropical gyre, NPSG) immer wieder zu sommerliche Phytoplanktonblüten, obwohl dies eine Region des offenen Ozeans weit weg von landseitigen Nährstoffquellen wie Flussmündungen ist. Diese Blüten werden durch Kieselalgen der Gattungen Hemiaulus und Rhizosolenia verursacht, die durch die Symbiose mit stickstofffixierenden Cyanobakterien wie Richelia intracellularis in der Lage sind, aus gasförmigem Stickstoff (N2) eigenes organisches Material aufzubauen.
Hemiaulus hauckii (gewöhnlich weit verbreitet, aber in geringen Zellkonzentrationen) wurde von Delgado (1990) im Alborán-Meer (westliches Mittelmeer) vor Spanien nachgewiesen.
Hemiaulus sinensis (abundant, vor Spanien am meisten vertreten in der atlantischen Zone) wurde Establier et al. (1986) in der Bucht von Cádiz, aber auch von Mercado et al. (2005) und Delgado (1990) ebenfalls im Alborán-Meer vor Spanien gefunden.
Untersuchungen im Jahr 2000 zeigten, dass Hemiaulus sinensis zusammen mit Eucampia cornuta (ebenfalls aus der Familie Hemiaulaceae) vor den Küsten Andalusiens im Bereich des Atlantiks im jährlichen Zyklus dominiert (Blüten).
In den Gewässern des nordöstlichen US-Schelfs (englisch Northeastern US Shelf/Northeastern United States Continental Shelf, NES/NEUS) wird die Phytoplanktongemeinschaft und die Konzentration von Chl a im Sommer normalerweise von kleinen Phytoplanktonarten dominiert. Im August 2019 wurde jedoch dort in der mittleren Schelfregion eine ungewöhnliche Blüte der großen Kieselalgengattung Hemiaulus mit ihren N2-fixierenden Symbionten beobachtet.
Im Vergleich zu den folgenden Sommern 2020–2022 fiel diese Hemiaulus-Blüte im Sommer 2019 auch mit einer höheren trophischen Transfereffizienz von Phytoplankton zu Mikrozooplankton zusammen, d. h. das planktonische Protozoen als Fressfeinde der Hemiaulus-Kieselalgen von dieser Blüte profitierten und ebenfalls zunahmen. Auch die Nettoprimärproduktion (NPP),
Nettoproduktion der Gemeinschaft (engl. net community production, NCP) und die Brutto-Sauerstoffproduktion  (engl. gross oxygen production, GOP) waren im Vergleich zu den Sommern 2020–2022 entsprechend erhöht.
Dabei waren die NCP-Werte im vorherigen Sommer 2018 ebenfalls hoch, ohne dass eine derartige atypische Phytoplanktongemeinschaft beobachtet wurde.
Das Beispiel zeigt, dass die Dominanz einer atypischen Phytoplankton-Gemeinschaft wie Hemiaulus die typische Größenverteilung der Primärproduzenten verändert und damit die Produktivität und die Nahrungsketten (den trophischen Transfer) erheblich beeinflusst, was die dynamische Natur des Küstenozeans verdeutlicht.

## Bildergalerien

Mikrofotographien rezenter Spezies
Teil einer lebenden Kette von H. sinensis, mit leicht konvexer Oberfläche der Schalen (Valven). Atlantik, September 2004.
Teil einer lebenden Kette von H. sinensis, mit leicht konvexer Valvenoberfläche und Valvenfortsätzen. Atlantik, September 2004.
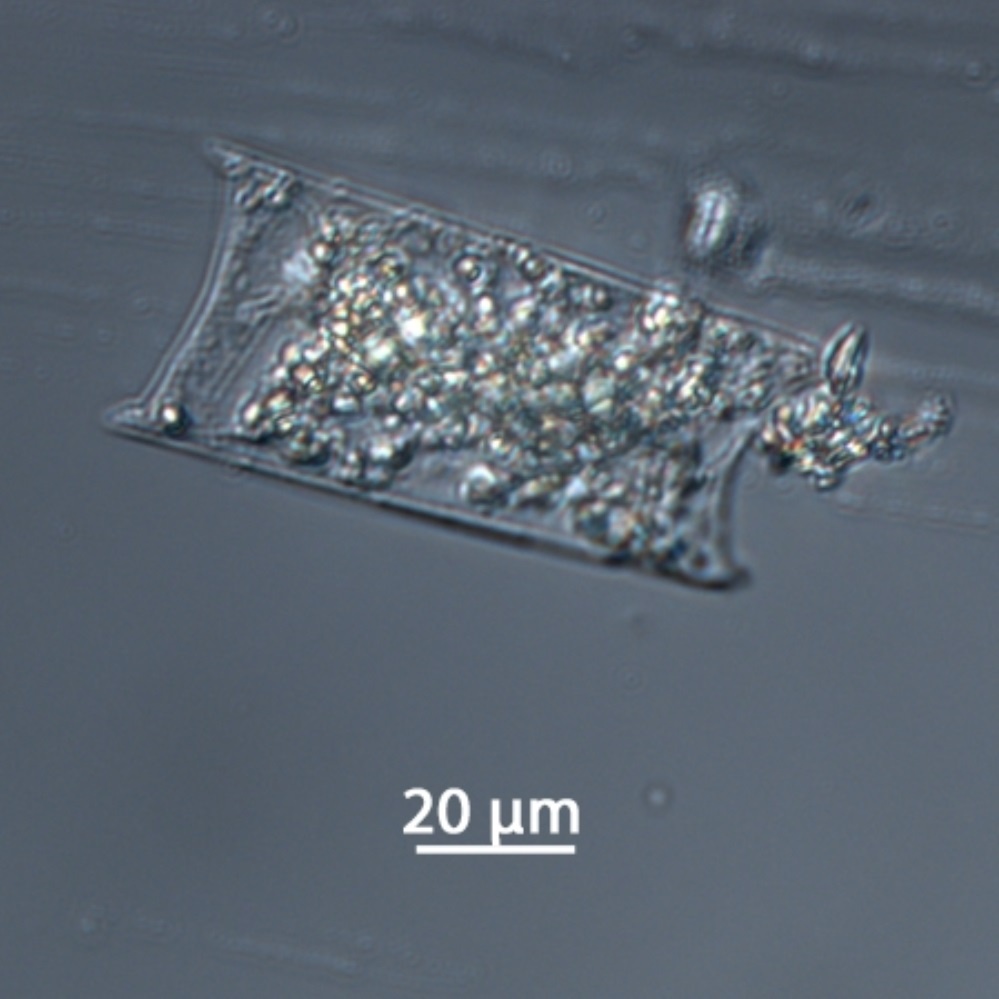
Formalin-fixiertes Exemplar von H. membranaceus, geprobt im November 2015, Expedition der Polarstern .
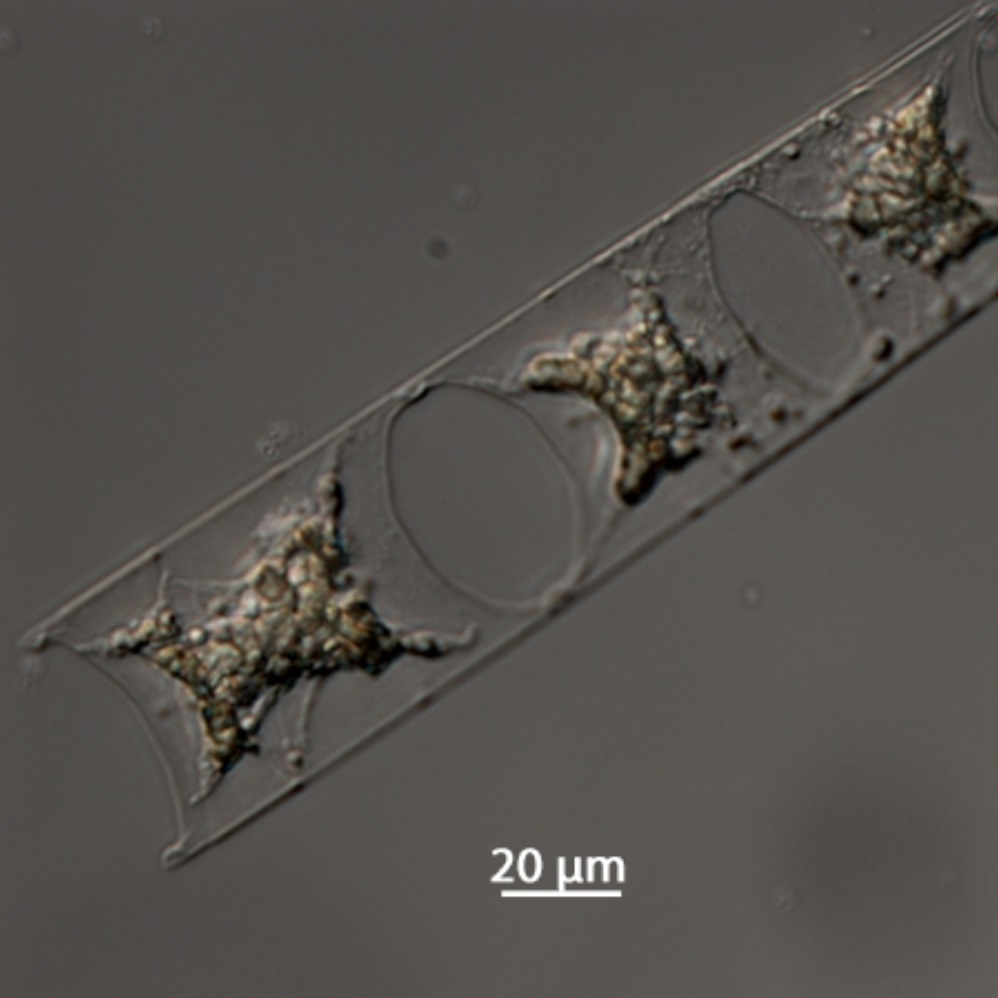
H. membranaceus in Formalin, geprobt im November 2015, Expedition der Polarstern.
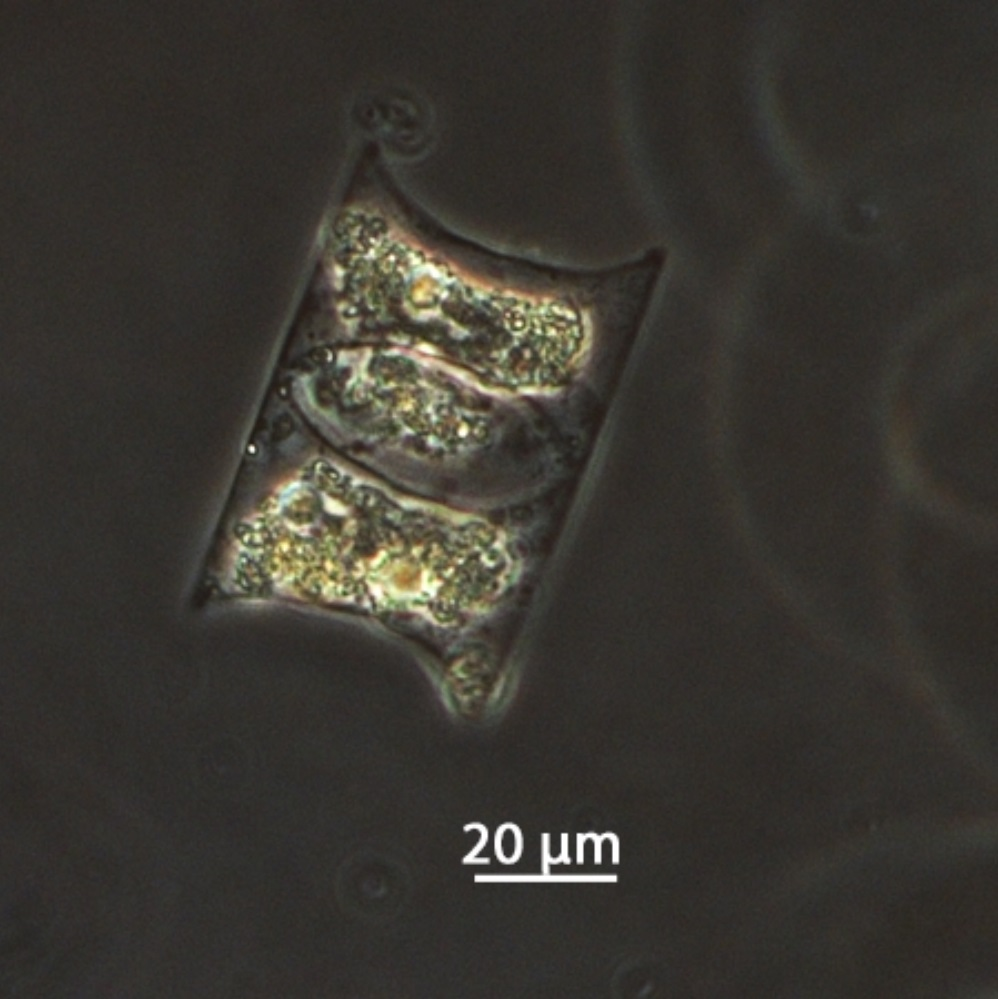
H. membranacea [H. membranaceus], Frustel, vom Atlantik, November 2015, Expedition der Polarstern.
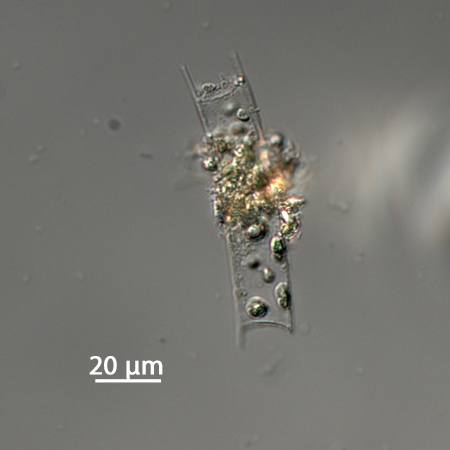
H. hauckii in Formalin, vom Atlantik, November 2015, Expedition der Polarstern.
H. sinensis, Kette in Gürtelansicht (Phasenkontrastaufnahme), Probe aus dem Atlantik vom November 2007.

Mikrofotographien fossiler Spezies
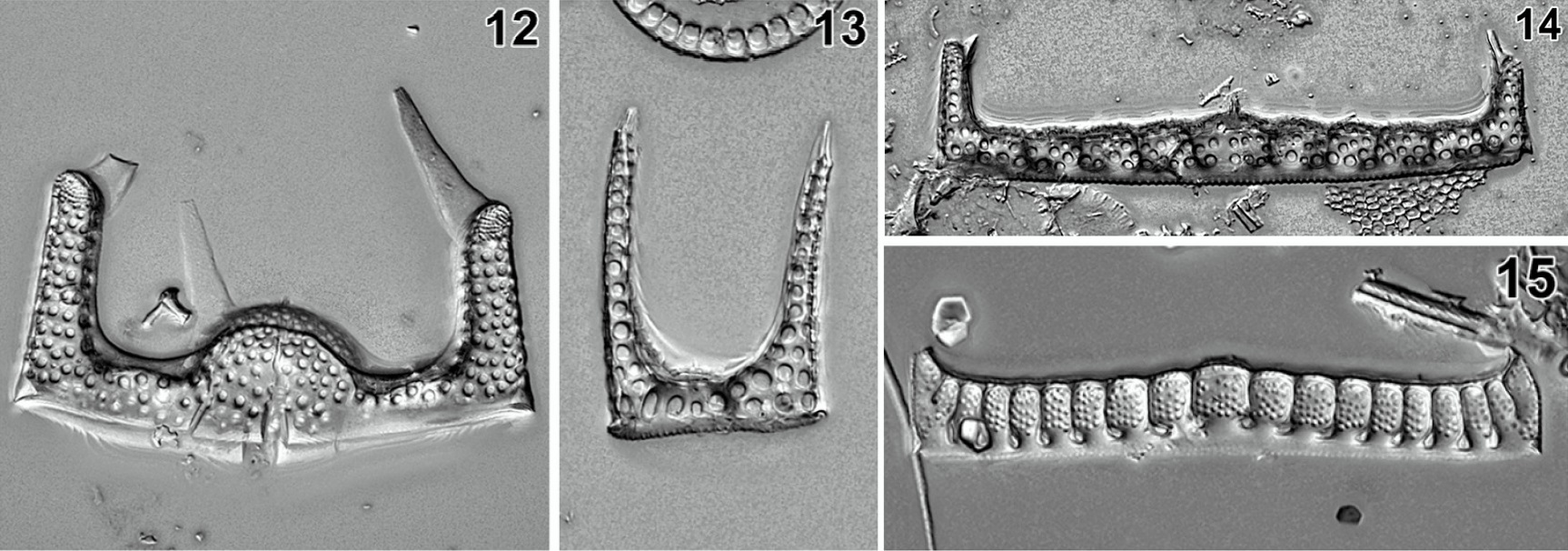
LM-Aufnahmen von Hemiaulus-Diatomeen aus dem Eozän. Blake Nose, westl. Nordatlantik (nicht maßstabsgerecht).[17][A. 5]
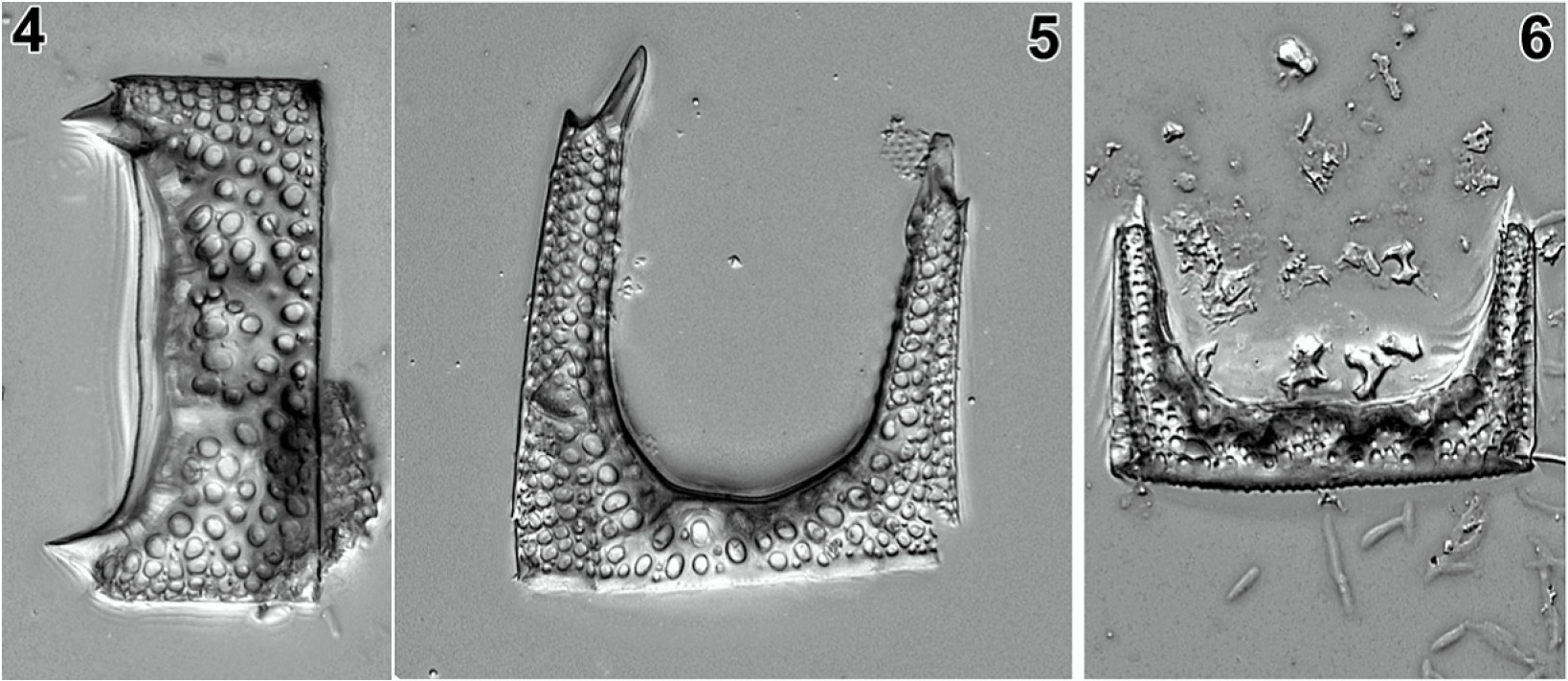
LM-Aufnahmen von Hemiaulus-Diatomeen aus dem frühen Eozän. Blake Nose, westl. Nordatlantik.[17][A. 6]
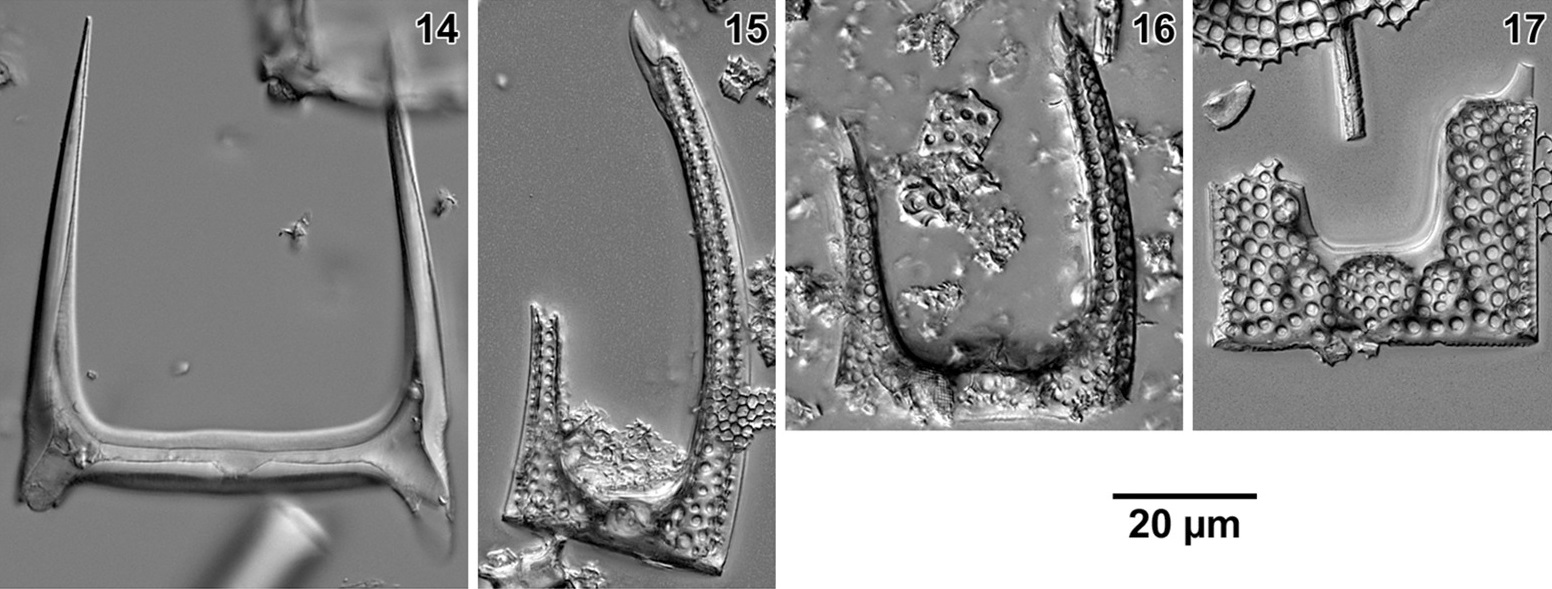
LM-Aufnahmen von Hemiaulus-Diatomeen aus dem Paläozän und frühen Eozän. Blake Nose, westl. Nordatlantik.[17][A. 7]

Historische Illustrationen
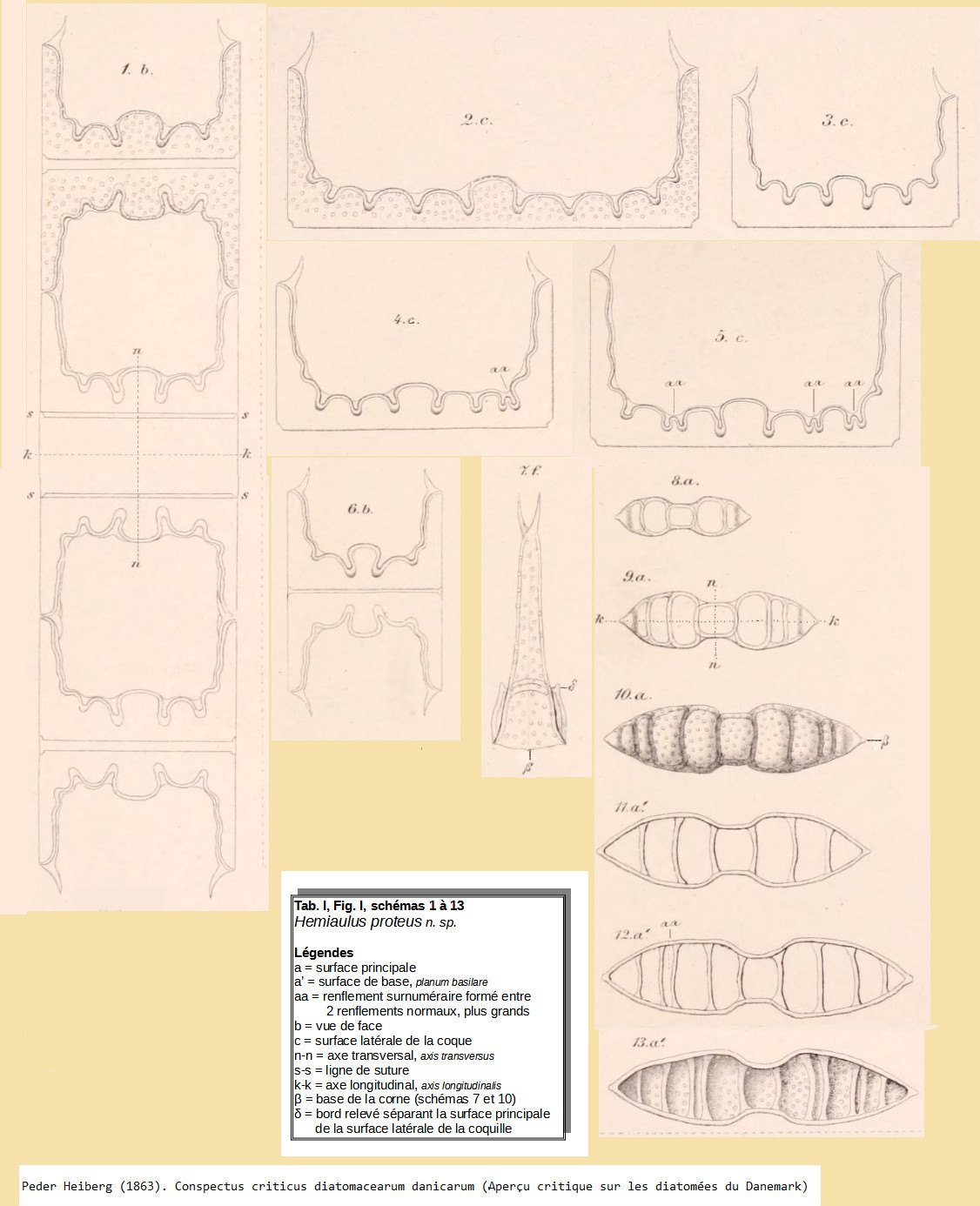
Hemiaulus proteus[A. 8]
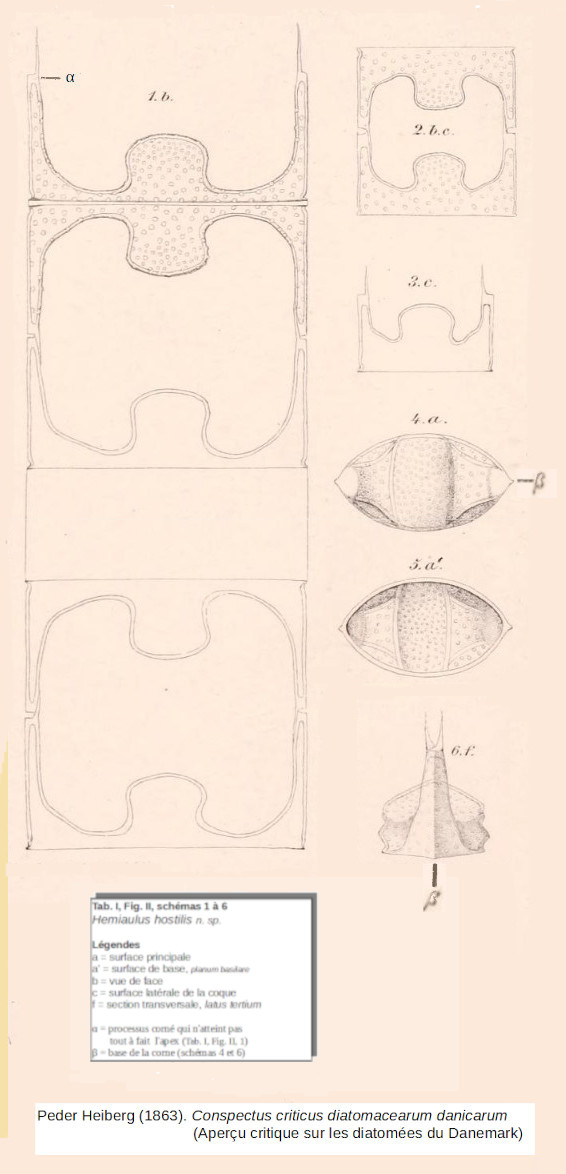
Hemiaulus hostilis[A. 8]
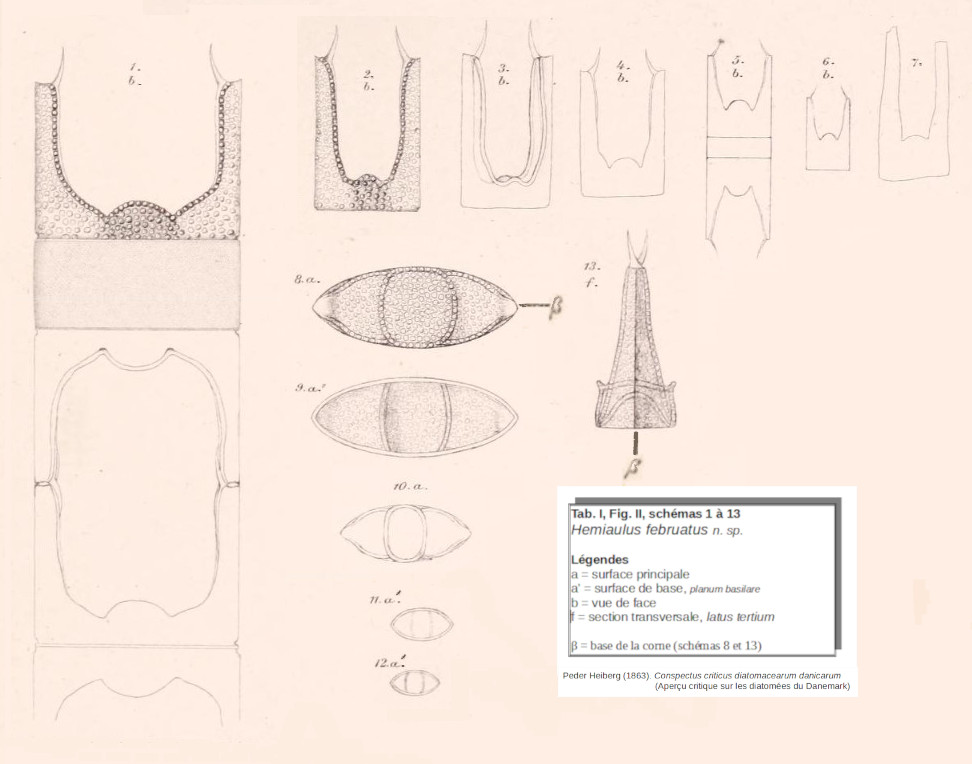
Hemiaulus februatus[A. 8]